# Idaea derosa
Idaea derosa är en fjärilsart som beskrevs av William Schaus 1913. Idaea derosa ingår i släktet Idaea och familjen mätare. Inga underarter finns listade i Catalogue of Life.